# Мировая лига среди мужчин 2013 (водное поло)
Мировая лига водного поло среди мужских команд 2013 года — двенадцатый розыгрыш соревнований, проходивший с ноября 2012 года по июнь 2013 года. После отборочных матчей в континентальных группах 8 команд (сборные США, Черногории, Японии, Венгрии (группа А) и Бразилии, Сербии, Китая, России (группа В)) прошли квалификацию в финальный турнир — Суперфинал, который прошёл 11—16 июня 2013 года в плавательном бассейне «Строитель» в городе Челябинск (Россия).
Победителем турнира стала сборная Сербии, обыгравшая в финале команду Венгрии (12:7). Третье место заняла команда Черногории, победившие в матче за «бронзу» сборную США в серии послематчевых пенальти (10:10 в основное время, 13:11 после пенальти). Сборная России заняла пятое место, обыграв сборную Китая (17:8).

## Суперфинал

### Команды, участвующие в суперфинале
Регламент 2013 года предоставляет два места для команд из Америки, два места для команд из Азии и Океании, три для сборных стран Европы и одно место для страны-хозяйки.
| Чемпион мировой лиги по водному поло 2013 |
| ----------------------------------------- |
| Сербия Седьмой титул                      |